# Snezjnaja koroleva: Zazerkalje
Snezjnaja koroleva: Zazerkalje (russisk: Снежная Королева: Зазеркалье) er en animationsfilm fra 2019 af Aleksej Tsitsilin og Robert Lence.

## Medvirkende
- Lina Ivanova som Gerda
- Nikolaj Bystrov som Kai
- Filipp Lebedev som Rollan
- Julián Garzon som Infiltrator 001
- Anton Eldarov som Orm